# Episodi di This Is Us (sesta stagione)
La sesta e ultima stagione della serie televisiva This Is Us, composta da 18 episodi, è stata trasmessa negli Stati Uniti in prima visione assoluta dal canale NBC dal 4 gennaio al 24 maggio 2022.
In Italia, la stagione è andata in onda in prima visione assoluta sul canale a pagamento Fox della piattaforma satellitare Sky dal 2 maggio al 27 giugno 2022.
| nº | Titolo originale                 | Titolo italiano               | Prima TV USA     | Prima TV Italia |
| -- | -------------------------------- | ----------------------------- | ---------------- | --------------- |
| 1  | The Challenger                   | Luce e buio                   | 4 gennaio 2022   | 2 maggio 2022   |
| 2  | One Giant Leap                   | Un grande passo               | 11 gennaio 2022  | 2 maggio 2022   |
| 3  | Four Fathers                     | Quattro padri                 | 18 gennaio 2022  | 9 maggio 2022   |
| 4  | Don't Let Me Keep You            | Non ti trattengo              | 25 gennaio 2022  | 9 maggio 2022   |
| 5  | Heart and Soul                   | Cuore e anima                 | 1º febbraio 2022 | 16 maggio 2022  |
| 6  | Our Little Island Girl: Part Two | La principessina (2ª parte)   | 22 febbraio 2022 | 16 maggio 2022  |
| 7  | Taboo                            | Tabù                          | 8 marzo 2022     | 23 maggio 2022  |
| 8  | The Guitar Man                   | Guitar Man                    | 15 marzo 2022    | 23 maggio 2022  |
| 9  | The Hill                         | La collina                    | 22 marzo 2022    | 30 maggio 2022  |
| 10 | Every Version of You             | Ogni versione di te           | 29 marzo 2022    | 30 maggio 2022  |
| 11 | Saturday in the Park             | Sabato al parco               | 5 aprile 2022    | 6 giugno 2022   |
| 12 | Katoby                           | Katoby                        | 12 aprile 2022   | 6 giugno 2022   |
| 13 | Day of the Wedding               | Il giorno del matrimonio      | 19 aprile 2022   | 13 giugno 2022  |
| 14 | The Night Before the Wedding     | La notte prima del matrimonio | 26 aprile 2022   | 13 giugno 2022  |
| 15 | Miguel                           | Miguel                        | 3 maggio 2022    | 20 giugno 2022  |
| 16 | Family Meeting                   | Riunione di famiglia          | 10 maggio 2022   | 20 giugno 2022  |
| 17 | The Train                        | Il treno                      | 17 maggio 2022   | 27 giugno 2022  |
| 18 | Us                               | Noi                           | 24 maggio 2022   | 27 giugno 2022  |

## Luce e buio
Da piccoli i Tre più grandi assistono a scuola alla diretta del Disastro dello Space Shuttle Challenger, che sconvolge tutti gli Stati Uniti. Jack e Rebecca cercano di aiutare i bambini a superare la terribile scena che hanno visto.
Il giorno del 41esimo compleanno dei gemelli, Randall riceve la notizia che hanno arrestato l'uomo che due anni prima entrò in casa sua con il coltello. Sceglie di andargli a parlare per dirgli quanto quell'episodio abbia segnato lui e la sua famiglia, ma quando vede le sue condizioni disperate sceglie di pagargli la cauzione e di dargli appuntamento ad un rifugio per senzatetto, in quanto lo ritiene il simbolo che non sta facendo abbastanza per la sua comunità come consigliere. Quella sera, l'uomo non si presenta all'appuntamento. Kate affronta la vita lontana da Toby, e si sente molto sola nonostante il marito cerchi continuamente di farle dei bei gesti. A lavoro assiste ad un litigio tra il suo collega Philip e la compagna, dopodiché lui come regalo di compleanno le fa sentire la sua canzone preferita cantata dagli alunni della scuola. Kevin convive ancora con Maddie nonostante i due non si siano sposati, per poter stare vicino ai bambini, ma è visibilmente a disagio quando la ragazza inizia ad uscire con un uomo del suo club del libro. Kevin decide allora di andare a vivere con Kate, la quale quella sera riceve la visita a sorpresa di Toby, che è tornato da San Francisco per stare con lei. Durante la giornata Rebecca ha delle brutte perdite di memoria, e quando i suoi figli lo notano lei ammette di aver ricevuto i risultati di alcuni test che mostrano un grave peggioramento della sua malattia. A fine giornata Rebecca e Miguel decidono di aiutare Nicky a ritrovare Sally, la ragazza di cui era innamorato da giovane.

## Un grande passo
Nicky, Rebecca e Miguel intraprendono un viaggio per ritrovare Sally. Quando la trovano inizialmente lei sembra non riconoscere Nicky, ma poco dopo si ravvede e invita il gruppo ad entrare in casa. Lei e il marito, con il quale non sembra avere un bel rapporto, invitano i tre a cena, durante la quale Nicky dimostra di essere molto legato al suo passato con Sally mentre lei è riuscita ad andare avanti. Tutti insieme parlano della loro vecchiaia e di come abbiano smesso di pensare alle piccole cose, mentre per Nicky la speranza di rivedere Sally lo ha salvato durante la sua difficile vita. Rebecca e Sally si conoscono e diventano da subito molto amiche, mentre Nicky scopre che il suo vecchio amore conserva ancora una delle loro foto da giovani esposta su una parete. Nicky e Sally si salutano in modo tenero mentre Rebecca è preoccupata per Miguel, il quale dovrà passare anni difficili ad aiutarla con l'Alzheimer, ma l'uomo le promette nuovamente il suo amore e di starle accanto. Nicky decide di tornare a casa, così da aiutare Kevin con la costruzione della villa in montagna.
Deja va a trovare Malik a Boston, che studia ad Harvard, e lì ha modo di conoscere brevemente Jennifer, la madre della piccola Jeanette. Appena entra in casa del ragazzo nota quanto lui sia stressato dalla difficoltà dell'università, unita ai suoi impegni per mantenere la figlia, così Deja decide di lasciargli lo spazio di cui ha bisogno per finire un progetto, a scapito del poco tempo a loro disposizione per stare insieme durante la giornata. Quella sera i due vanno a ballare, e Deja dice a Malik che vuole tornare a casa sua, dove i due fanno l'amore per la prima volta.
Nel futuro quando la famiglia si riunisce alla villa, una  donna di nome Edie arriva, la quale viene rivelato essere la futura compagna di Nicky che ha conosciuto proprio sul volo di ritorno a casa dopo aver ritrovato Sally.

## Quattro padri
Jack, che torna a casa sempre tardi dal lavoro, ha paura che i primi ricordi dei suoi figli lo mostreranno come un padre assente, ma Rebecca gli insegna come possa tranquillamente fare dei bei gesti per loro anche dovendo essere poco presente. La sera riceve la notizia che sua madre è deceduta.
Kate e Toby hanno delle difficoltà in quanto l'uomo ogni settimana rimane a casa solo poche ore per stare con i figli, e cerca di compensare facendo molti regali alla moglie e proponendole uscite romantiche nel poco tempo in cui sono insieme. Una sera per via di un imprevisto lui deve restare a casa con i bambini, mentre Kate assiste da sola ad uno spettacolo della sua scuola al quale parla con Philip che le fa capire che il fatto che lei abbia bisogno di parlare dei problemi importanti della sua famiglia dimostra quanto lei ci tenga ancora. A casa Toby propone di comprare assieme un affumicatore e Kate è entusiasta, ma nel futuro Jack e Lucy lo usano ancora, e la ragazza ricorda al marito come quello sia stato l'inizio della fine del matrimonio dei suoi genitori. Kevin ha difficoltà a vivere lontano da Madison e dai suoi figli, e mentre gira il remake de Il Tato si perde i primi passi di Franny. Ha paura di ricadere nelle sue vecchie abitudini da star mondana di Hollywood, così chiama Cassie per avere supporto. Randall e Beth scoprono della notte tra Malik e Deja e sono inizialmente arrabbiati, ma poi capiscono che la figlia sta crescendo e anche se si sono persi i suoi primi anni di vita devono permetterle di avere quelle esperienze che la renderanno una donna adulta. Le vietano di tornare subito a Boston da Malik, ma lei è intenzionata a rivedere il suo ragazzo.

## Non ti trattengo
Jack va a casa della cugina di sua madre, Debbie, per organizzare il funerale di sua madre Marylin. Lì è dove lui l'aveva portata quando l'aveva fatta fuggire dal marito violento, ma da quel giorno i due si erano rivisti solo una volta poco dopo la nascita dei gemelli, in quanto Marylin viveva nel terrore di rivedere l'ex marito mentre si trovava a Pittsburgh. Jack scopre da Debbie che sua madre si era fatta una nuova vita lì, con anche un compagno di nome Mike di cui ignorava l'esistenza, che l'ha amata profondamente e l'ha sempre rispettata. La sera il gruppo ricorda Marylin in un bar, ma Jack beve troppo e la sera chiama suo padre, dicendogli della morte della donna e incolpandolo per i traumi che le ha causato, al che lui dice di voler andare al funerale. Il giorno della cerimonia Jack e Debbie hanno il terrore che l'uomo si presenti, ma quando Jack deve parlare davanti a tutti ad entrare sono Rebecca e i bambini, che sono lì per lui, e l'uomo riesce a fare un sentito discorso per sua madre. Una volta tornati a Pittsburgh, Jack si abbandona per la prima volta ad un momento di debolezza, per poi essere confortato da Rebecca e dalla sua famiglia.

## Cuore e anima
Due anni dopo la morte di Jack, Rebecca viene convinta da Miguel ad andare ad un appuntamento al buio, al quale incontra un suo vecchio amico dai tempi della scuola dei gemelli, con cui accetta di andare a prendere un caffè. Una volta tornata a casa litiga duramente con Kate riguardo la cosa, ma le due riescono a riappacificarsi suonando il pianoforte insieme.
Randall e Beth ricevono la visita di Malik, che a cena si scusa con Deja per il loro comportamento durante il week-end a Boston. In realtà le scuse sono una copertura, e Deja annuncia di avere intenzione di finire prima la scuola per trasferirsi da Malik a Boston. Randall è fermamente convinto di proibire la cosa e in privato arriva a suggerire a Malik di lasciare Deja, ma Beth non è d'accordo col marito. Kate deve portare la famiglia al lavoro per farla conoscere agli studenti, ma Toby deve trattenersi a San Francisco così decide di farsi accompagnare da Rebecca. Le due si divertono molto ma a casa Kate deve dire alla madre che ha deciso con Toby di non poterla più lasciare da sola con i bambini, in quanto la sua malattia è peggiorata gravemente, e Rebecca molto delusa se ne torna a casa. Viene raggiunta nuovamente da Kate, che le propone di insegnare a Jack a suonare il piano, così anche da aiutarla con la sua memoria. Kevin raggiunge Nicky e Cassie al cantiere della villa in montagna, e i due aiutano lo zio che ha iniziato una relazione con Edie. Kevin vuole avvicinarsi a Cassie, ma la donna gli fa notare come lui abbia rovinato molti rapporti complicati con le donne nella sua vita e gli consiglia di non farlo con Madison, che si sta vedendo con Elijah, dato che a differenza delle altre è la madre dei suoi figli.

## La principessina (2aparte)
Qualche giorno prima del Ringraziamento, Kevin e Sophie tornano a casa mentre Randall e Beth sono a Washington. Rebecca invita Matt alla cena, e la famiglia è lievemente a disagio riguardo la sua nuova relazione e anche Miguel nasconde una lieve gelosia nei confronti della donna, che lo considera ormai il suo migliore amico. Kevin dice a Kate di aver tradito Sophie e le chiede di non dirle nulla anche se le due sono migliori amiche, ma più tardi confessa alla moglie ciò che ha fatto. Sophie si sente tradita sia da Kevin che da Kate e abbandona entrambi.
Kate è sempre più infelice a causa della lontananza di Toby, che è continuamente in chiamata di lavoro anche quando torna a Los Angeles. Kevin porta i due insieme ai bambini e Maddie e Elijah ad assistere ad uno degli episodi de Il Tato, ma quando Maddie gli dice che non vuole passare il Ringraziamento coi Pearson e vuole tenere i gemelli per la serata Kevin si arrabbia, in quanto considera la loro tradizione sacra. Kate gli fa capire che anche se sta approvando la nuova relazione della ragazza deve lasciarle spazio in quanto lei non è mai stata davvero amata dal padre dei suoi figli, e gli rivela anche delle sue difficoltà con Toby. Kevin va da Madison e le concede di tenere i bambini per il Ringraziamento e si confronta con Elijah, che è determinato ad avere una storia seria con madison, mentre a casa cerca di aiutare Toby a considerare di più Kate ma lui si rivela piuttosto scontroso. A Philadelphia Beth è stata nominata a capo del reclutamento di nuovi ballerini, e sente molta pressione quando deve compiere la scelta della Prima Ballerina. Quando allo spettacolo la ragazza compie un errore, Beth decide di supportarla e starle accanto invece di abbandonarla, e la ragazza si rialza. In futuro quella stessa allieva diventerà una Danseur Étoile, segno che il metodo di Beth ha davvero cambiato le cose. Quella sera decide di chiamare il suo vecchio insegnante e lo affronta, in quanto l'uomo l'aveva abbandonata quando lei aveva avuto difficoltà a ballare data la morte di suo padre, decisa a comportarsi in maniera diversa.

## Tabù
Da ragazzi, al Ringraziamento arrivano Matt e Margherita, la nuova compagna di Miguel. Kevin beve ancora molto e Randall nota l'aumento di peso di Kate, ma durante la serata diventa chiaro a tutti che Rebecca e Miguel provano qualcosa, e si crea imbarazzo in casa. Kevin dice all'uomo che Jack si arrabbierebbe molto se li vedesse insieme, e quella sera quando Rebecca sta per confessarsi a lui Miguel le dice che dovrà trasferirsi a Houston, in Texas, e che dovrà lasciare i Pearson da soli ora che hanno ritrovato una sorta di stabilità.
Alla baita il clima è molto teso: Randall si sente lontano dalla madre e dalla famiglia, dato che vivono dall'altra parte del Paese, mentre Toby e Kate litigano sempre di più. In particolare lui ha paura che Jack soffra di obesità come è stato per i genitori, mentre Kate si offende profondamente a sapere che Toby non crede che lei stia attenta alla sua alimentazione. Quella sera Rebecca fa un discorso ai suoi tre figli: decide che quando la malattia si aggraverà sarà Miguel a dover fare le decisioni importanti riguardo la sua salute, e in caso lui non ci sia più decide che a farne le veci sarà Kate, facendo promettere ai figli di non contestare mai le sue volontà.

## Guitar Man
La sera dopo la cena, Kevin è ubriaco e se ne va alla piscina abbandonata dove era solito andare da bambino con la sua famiglia, e viene raggiunto da Kate e Randall. Il ragazzo dice ai fratelli che si sente un fallito, sia nella carriera da attore che nella relazione con Sophie, ma i due gemelli lo aiutano a sentirsi più leggero.
Kevin va in aereo con i figli a supervisionare il cantiere, dove Cassie ha chiamato a lavorare altri reduci di guerra esperti in costruzioni con l'aiuto di Nicky e Edie. Kevin è molto stressato perché ha difficoltà a calmare i bambini, mentre durante la notte riceve una chiamata dall'ospedale dove è stata ricoverata Cassie, che ha avuto un grave incidente in macchina. Mentre lui è preoccupato solo che l'amica sia ricaduta nell'alcolismo, Nicky gli spiega che i veterani come loro hanno ben altri problemi che non mostrano ai loro cari, dunque gli suggerisce come aiutare al meglio l'amica. Kevin decide di rimanerle accanto, e quando Cassie si sveglia e lo vede lì per lui gli confessa i suoi problemi di sonno da quando è tornata dall'Afghanistan. Una volta tornato alla baita Kevin aiuta il figlio di Cassie a fare un bigliettino per la madre, e una volta che lei si è rimessa in sesto decide di aprire la Tre più Grandi costruzioni, l'impresa edile che sognava suo padre Jack, dove potrà far lavorare altri reduci di guerra per poter dar loro una nuova vita. Tutte queste esperienze lo aiutano a maturare, diventando anche più bravo con i figli Nicky e Franny.

## La collina
Da ragazzi, i gemelli rimangono chiusi insieme nella piscina la notte, e qui Kate rivela ai fratelli di non avere nessuna ambizione per il suo futuro. Mentre cercano un'uscita scavalcando una rete, Kate si blocca quando non ci riesce al primo tentativo.
Dopo il Ringraziamento alla baita, Kate propone a Toby di andarlo a trovare a San Francisco lasciando i bambini dai nonni, così da potersi riavvicinare. Nei giorni precedenti alla gita Kate è emozionata, ma inizia ad avere visioni del vecchio Toby, quello di cui si è innamorata, che le fa notare quanto l'uomo sia cambiato ma lei decide di concentrarsi all'uscita col marito. Una volta a San Francisco i due sembrano felici, e lui organizza un bel tour per la moglie ma Kate preferisce fare un tranquillo giro per la città. Ad un certo punto Toby le mostra una casa, rivelandole di aver organizzato le carte per trasferire la famiglia a San Francisco con lui, ma Kate si sente presa alla sprovvista e non ne è felice. Quella sera i due vanno a un party a casa del capo di Toby, dove Kate scopre che suo marito ha rifiutato una proposta di lavoro a Los Angeles e rimane sconvolta, fuggendo dalla serata. Tornati all'appartamento di Toby i due litigano animatamente, e lui le dice di essersi innamorata di una versione di sé che disprezza, in quanto era frutto del suo modo di difendersi dalla depressione. Kate invece è delusa, perché Toby sembra pensare alla sua vita a San Francisco senza considerare le difficoltà che lei e i suoi bambini avranno a doversi ambientare in un ambiente totalmente nuovo, soprattutto per Jack. Kate esce di casa, e riesce a salire da sola una delle colline della città, in cima alla quale chiama il suo collega Philip per chiedere una promozione.

## Ogni versione di te
Mentre sono bloccati alla piscina abbandonata i ragazzi vengono trovati da un agente di polizia, che fa uscire i gemelli. Li accusa di possesso di alcol e violazione della proprietà, ma Randall senza farsi sentire dai fratelli gli spiega la loro difficile situazione familiare, persuadendolo a lasciarli andare a casa senza dare pensieri alla loro madre.
Alla baita, il giorno dopo al Ringraziamento, Deja fugge a Boston di notte senza dire nulla a nessuno. La ragazza infatti è stata lasciata da Malik dopo aver scoperto che Randall aveva detto al ragazzo di farlo, dunque lei ha deciso di andare dal fidanzato per parlare. Randall è furioso e la insegue, e Rebecca si unisce a lui mentre Beth e le ragazze vengono riaccompagnate a casa da Miguel. Durante il viaggio mamma e figlio parlano: lei spiega a Randall che ha scelto Kate come responsabile delle sue cure future invece di lui perché sa che Randall si è già fatto carico fin da adolescente della famiglia dopo la morte di Jack, e non vuole che si senta in dovere di farlo anche quando la sua malattia peggiorerà. Randall le rivela che è stato preso in considerazione per il ruolo di Senatore, ma che non intende far passare alla sua famiglia lo stress di una nuova campagna elettorale, oltre al fatto che Beth sta finalmente iniziando la sua carriera nel mondo della danza. I due raggiungono Deja e Malik, e il ragazzo ringrazia Randall per essere stato un mentore e per aver capito anche grazie a lui che la storia con Deja stava diventando troppo difficile da gestire per lei. Deja perdona a sua volta Randall, dicendogli di essere il suo unico padre, e lui dice a entrambi che anche se adesso la loro storia è dovuta finire in futuro la possibilità di rincontrarsi ci sarà sempre. A fine giornata Rebecca ripensa nostalgica ai suoi figli, e di come le loro esperienze li hanno portati a maturare fino a quel giorno.

## Sabato al parco
Per il loro decimo anniversario, Jack e Rebecca lasciano i bambini a casa con una babysitter mentre loro vanno a cena in un ristorante. Mentre Rebecca si ubriaca con dei drink, Jack riceve una telefonata dalla tata: i tre l'hanno chiusa in bagno, dunque i genitori devono precipitarsi a casa per farla uscire. Quando chiedono spiegazioni i tre bambini dicono di averlo fatto perché la ragazza si era comportata male con loro, e anche se non glielo dicono Jack e Rebecca sono in parte fieri del fatto che abbiano fatto squadra per spalleggiarsi l'un l'altro.
Per l'anniversario di Rebecca e Miguel la famiglia si riunisce a casa di Kate, dove il clima è molto teso sia per i loro problemi di coppia sia perché Toby malsopporta il fatto che Kevin abiti ancora a casa loro, infatti lui si sta trovando una nuova sistemazione. Per allontanarsi, Kevin si fa accompagnare da Randall per portare i figli a casa di Madison, dove scopre che il suo compagno Elijah ha intenzione di chiederle di sposarlo. Kevin non sopporta la cosa, ma con l'aiuto di Randall capisce che deve permetterle di farsi una vita col fidanzato se è ciò che desidera, e quella sera dà una sorta di "benedizione" a Madison per le nozze. A casa di Kate il tubo che Toby aveva riparato tempo addietro si rompe nuovamente, e nel caos per riparare il danno Toby e Kate lasciano inavvertitamente aperta la porta di casa. Jack esce da solo e se ne va al parco, dove cade e si fa male mentre nessuno è con lui. Mentre tutta la famiglia si dispera perché non trova Jack, Rebecca ha l'intuizione di andare a cercarlo proprio al parco, dove lo trova e riesce a portarlo in ospedale per farsi mettere dei punti. Una volta tornati a casa Kate e Toby hanno un violento litigio, nel quale Randall e Kevin si intromettono per aiutare la sorella. Più tardi Kate rivela ai gemelli che non crede che lei e Toby riusciranno ad uscire dalla situazione che si è creata.

## Katoby
L'episodio inizia quando Kate, a 45 anni, sta per sposare Philip come visto nel finale della stagione precedente. Riceve a sorpresa una telefonata da Toby, che le dice di aver capito quello che la donna gli disse il giorno in cui divorziarono.
La sera in cui Jack si fa male uscendo da solo, Toby dice a Kate che ha intenzione di accettare il lavoro a Los Angeles e di andare in terapia di coppia per ricucire il rapporto, ma nei mesi successivi i due non riescono a fare progressi e Kate inizia a valutare l'idea del divorzio. Una sera lei e Toby provano a passare una cena assieme, ma litigano nuovamente e la donna capisce che è finita, chiedendo ufficialmente la separazione. I due si separano in modo consensuale e Toby si impegna sinceramente a rendere il divorzio il più leggero possibile per Jack e Haley, ma due giorni prima delle firme del divorzio implora Kate di riprovare a stare insieme, ma la donna rifiuta. Una volta usciti dall'avvocato ed aver terminato le pratiche, Kate gli dice che la loro storia non finirà in quel modo anche se è stato così per il matrimonio, ma Toby inizialmente non le crede. Nei mesi successivi Kate inizia una relazione con Philip, che prima le rivela di un'esperienza traumatica che ha avuto anni prima, e poi quando decide di voler sposare Kate parla con Toby di come consideri un onore poter crescere i loro figli, instaurando un buon rapporto. Negli anni Toby rimane nella vita di Kate, Philip e i bambini, e incontra una donna con cui invecchierà, per poi arrivare ad assistere insieme a Kate alle esibizioni di loro figlio Jack, che crescendo è diventato un musicista.

## Il giorno del matrimonio
Quando i gemelli hanno 6 anni, Rebecca si sente intrappolata nella routine da madre e per cambiare decide un giorno di acconciare i suoi capelli come quelli della Principessa Diana, ma quando torna a casa i bambini la prendono in giro. Jack le dice che nella sua famiglia la routine era spiacevole, e che quella spensierata che si è creato non lo turba quanto la moglie, ma decide di fare un bel gesto per lei subendo anch'egli un cambiamento tagliandosi la barba che ha portato fino a quel giorno per tenersi i baffi, e portando Rebecca a cena fuori.
Il giorno del matrimonio tra Kate e Philip, la famiglia si riunisce ma è anche molto preoccupata per le condizioni di Rebecca, che scambia continuamente Kevin per il suo defunto marito Jack. La donna ha espresso il desiderio di suonare alle nozze, ma la famiglia ha paura che Rebecca abbia dei problemi ad esibirsi viste le sue violente perdite di memoria. Randall viene invitato da Miguel ad una degustazione di vini dato che è sempre preoccupato per la madre, ma non può fare a meno di notare che anche Miguel sta avendo dei problemi di salute e deve prendere farmaci, alimentando le sue ansie. Nel frattempo Beth e Madison, la quale nel frattempo si è sposata con Elijah ed ha avuto un figlio da lui, trovano nella stanza di Kevin gli indizi che lui abbia trascorso la notte con qualcuno, e durante la giornata lo vedono scambiare sguardi con varie donne invitate alle nozze tra cui Cassidy e Sophie. Al ricevimento i gemelli tengono dei bei discorsi per Kate e Philip, e dopo quello di Randall viene invitata Rebecca a suonare. Gli ospiti sono visibilmente in ansia che qualcosa vada storto, ma una volta al pianoforte Rebecca dà un'esibizione struggente, che emoziona tutti i presenti.

## La notte prima del matrimonio
Il giorno prima delle nozze, Sophie arriva all'hotel e Kevin è sconvolto nel rivederla dato che i due non si parlano da anni. La ragazza scopre che all'aeroporto hanno perso il suo bagaglio, dunque Kevin si offre di accompagnarla in città a trovare un vestito. Mentre sono insieme i due si riavvicinano molto, e Sophie rivela a Kevin di aver divorziato. La sera i due finiscono a letto insieme nella stanza di Kevin, ma poco dopo Sophie se ne va dicendogli che non può sopportare di rimanere bloccata nel suo passato con lui ogni volta che i due sono insieme. Distrutto, Kevin se ne va al bar dove ha un breve flirt con la cantante del matrimonio, prima di raggiungere nuovamente la sua stanza dove viene raggiunto da Cassie che ha bisogno di aiuto col suo abito. Kevin le dice che suo zio Nicky vorrebbe combinarli assieme, ma i due sono d'accordo di non essere fatti l'uno per l'altra e di essere ormai diventati ottimi amici, così la donna se ne va. La sera delle nozze, dopo l'esibizione di Rebecca, Kevin chiede consiglio a Randall perché sa che sia lui che Sophie sono single e hanno una vera possibilità, e Randall gli dice di buttarsi. Kevin va da Sophie, ma a dichiararsi è proprio la donna che è pronta a stare con Kevin adesso, il quale è cresciuto diventando un padre responsabile e gestisce un'iniziativa nobile come la Tre più Grandi costruzioni. I due si baciano, circondati dagli applausi di tutti i presenti.

## Miguel
Da bambino, Miguel emigra da Porto Rico grazie a suo padre, che trova lavoro in Pennsylvania come giardiniere in una grande villa. Crescendo Miguel si immerge sempre di più nel mondo americano, litigando con la famiglia in quanto questi sentono che si sta allontanando dalle sue origini. Grazie a Jack conosce Rebecca e la sua futura moglie, da cui avrà due figli e dalla quale dovrà divorziare qualche anno dopo. A questo punto affronta la morte del suo migliore amico Jack, stando vicino alla famiglia Pearson nei due anni successivi e sviluppando i suoi sentimenti per Rebecca, che deve abbandonare per il senso di colpa andando a lavorare a Houston. Qui passa otto anni immerso nel lavoro, durante i quali viene a sapere della morte di suo padre con cui ormai non aveva più un bel rapporto, come dimostrato dal suo disorientamento al funerale tradizionale portoricano della sua famiglia. Qualche tempo dopo vede su Facebook un post di Rebecca che annuncia la nascita della sua prima nipote, Tess, e decide di scriverle dopo tanto tempo dall'ultima volta. I due iniziano a scriversi, ed un giorno Miguel decide di andare a trovarla a Pittsburgh per una cena durante la quale confessa i suoi sentimenti a Rebecca, tenuti nascosti per otto anni, e la donna subito ricambia. I due iniziano una relazione confessandosi i dubbi su cosa penserebbe Jack, ma sono d'accordo che lui sarebbe d'accordo nel vedere proprio loro due assieme, e si preparano a dare la notizia ai tre gemelli. Inizialmente si creano degli attriti, soprattutto in Kevin, ma come visto durante la serie Miguel dimostrerà di amare profondamente Rebecca. Andando avanti nel tempo la villa viene completata, e Miguel vive lì con Rebecca occupandosi di ogni cosa necessaria, rifiutando anche l'aiuto di un'infermiera. Vicini al giorno del Ringraziamento, Miguel cade durante una nevicata ma nasconde la cosa per non far preoccupare la famiglia. Una volta scoperto i tre gemelli lo convincono a farsi dare una mano, rispettando comunque il suo ruolo indispensabile per le cure di Rebecca negli anni successivi. Miguel purtroppo muore qualche tempo dopo, e le sue ceneri vengono disperse sotto il melo piantato con Rebecca e in uno dei luoghi della sua infanzia.

## Riunione di famiglia
Una settimana dopo la morte di Miguel la famiglia ha bisogno di decidere come comportarsi con Rebecca, dato che tutti vivono in zone differenti del Paese e devono trovare un modo di starle accanto. La persona che Rebecca aveva incaricato di prendere queste decisioni è Kate, la quale decide di parlare con i suoi fratelli. Kevin e Randall sono fin da subito in disaccordo: il primo desidera tenere la madre nella casa che le ha costruito, in quanto la ritiene l'unico successo che le ha mai dato, e seguita da infermieri specializzati con visite saltuarie da parte della famiglia, mentre Randall vorrebbe trasferirla da lui a Philadelphia e rivedere i suoi orari per starle accanto, ma questo andrebbe contro le volontà di Rebecca che aveva chiesto loro di non trattenersi per lei. Kate non parla e riflette, e chiama Toby il quale le fa capire che per tutta la vita si è sentita inferiore ai fratelli ma che adesso può dimostrare di poter prendere scelte complesse come questa. Kate fa capire ai fratelli che devono smettere di vedere la madre solo come una donna malata, e indice una riunione di famiglia in cui decide di portare Rebecca a Los Angeles dove lei potrà starle accanto senza modificare i suoi orari come sarebbe stato costretto a fare Randall, ma Kevin ha un'idea migliore: lui e Sophie, che è un'infermiera, si trasferiranno a tempo pieno alla villa dato che Kevin sta per terminare le riprese a Los Angeles, e così facendo potrà stare anche vicino ai figli dato che anche Madison ed Elijah pensavano da tempo di muoversi sulla East Coast. Questo permetterà di unire le volontà dei fratelli: far stare la madre nella casa costruita da Kevin mantenendola in contatto con la famiglia. Tutti sono d'accordo, e negli anni successivi tutta la famiglia Pearson allargata rimane unita accanto a Rebecca, le cui condizioni peggiorano nel tempo portando Kevin a chiamare tutti alla villa, per starle accanto dato che non le rimane molto tempo.

## Il treno
La notte dell'incendio, una famiglia ha un incidente d'auto e uno dei bambini viene ricoverato nello stesso ospedale di Jack e classificato come Codice Rosso. Il padre del bambino incontra Jack, che per tranquillizzarlo gli dice la frase sui limoni che gli disse il dott.K, e il ragazzo viene salvato mentre Jack muore in seguito alle inalazioni di fumo. Nel futuro quello stesso bambino diventerà un dottore capace di realizzare un farmaco per la cura dell'Alzheimer.
Durante i suoi ultimi momenti, Rebecca si immagina di trovarsi su un treno dove William la conduce attraverso i vagoni, nei quali incontra tutte le persone che sono state importanti nella sua vita. Deja annuncia a Randall di essere incinta di Malik, mentre a turno tutti i membri della famiglia vanno a dare l'ultimo saluto a Rebecca, la quale ascolta le loro parole da dentro il treno. Incontra anche il dott.K e Miguel, figure fondamentali della sua vita, e quando William la sta portando all'ultimo vagone lei si rifiuta di varcare la soglia, in quanto deve aspettare "ancora una persona". Rebecca sopravvive miracolosamente alla notte, e al mattino arriva Kate per salutare la madre insieme ai fratelli, dato che si trovava a Londra per lavoro ma è riuscita a arrivare in tempo. I gemelli salutano la loro madre, e lei finalmente entra nell'ultimo vagone del treno, dove si trova un letto vuoto. Non appena Rebecca si corica, al suo fianco trova suo marito Jack, e i due si riuniscono finalmente dopo molti anni.

## Noi
Da piccoli, i Pearson trascorrono una giornata in casa tutti assieme. Rebecca e Jack aiutano Randall, Kevin e Kate a capire cosa significa crescere, mentre tutti insieme giocano ad Attacca la coda all'asino, uno dei giochi simbolo della loro famiglia.
La famiglia allargata si prepara per la cerimonia per la morte di Rebecca. Dopo i vari discorsi, Randall viene raggiunto dalle sue figlie che sono preoccupate per il suo dolore, dopodiché Deja dice al padre che avrà un maschio e desidera chiamarlo William, come l'uomo che non ha mai visto ma che comunque è riuscita a conoscere così bene grazie a Randall. Più tardi lo raggiungono Kate e Kevin, e insieme i tre gemelli si ripromettono di non perdersi mai lungo le loro vite e di affrontare il futuro pieni di coraggio come ha chiesto loro Rebecca. A fine giornata tutti i Pearson giocano nella villa ad Attacca la coda all'asino, e Randall, Kevin e Kate guardano fieri tutto ciò che sono riusciti a realizzare.
Nel suo ultimo momento di vita Rebecca è con Jack, il quale le dice che sarà sempre con i suoi figli anche se adesso deve lasciarli andare. Infine le dice di essere fiero di lei, e la accompagna nell'ultima fase del suo cammino rivendicandole il suo amore.